# Violskräppa
Violskräppa (Rumex violascens) är en slideväxtart som beskrevs av K. H. Rechinger. Violskräppa ingår i släktet skräppor, och familjen slideväxter. Arten har ej påträffats i Sverige. Inga underarter finns listade i Catalogue of Life.